# 175204 Gregbyrne
175204 Gregbyrne è un asteroide della fascia principale. Scoperto nel 2005, presenta un'orbita caratterizzata da un semiasse maggiore pari a 2,7683935 au e da un'eccentricità di 0,1043211, inclinata di 10,08739° rispetto all'eclittica.
L'asteroide è dedicato al fisico statunitense Greg Byrne.